# Khulna (Distrikt)

Lage von Khulna in Bangladesch

Khulna (Bengalisch: খুলনা জেলা) ist ein Verwaltungsdistrikt im südlichen Bangladesch, der innerhalb der Division Khulna, der übergeordneten Verwaltungseinheit, liegt. Die im Hauptstadt des Distrikts bildet die gleichnamige Stadt Khulna. Die Gesamtfläche des Distrikts beträgt 4389 km², womit der Distrikt einer der größten des Landes ist. Der Distrikt setzt sich aus 9 Upazilas und 5 Thanas (Städte) zusammen. 
Es grenzt im Norden an den Distrikt Jessore, im Nordosten an den Distrikt Narail, im Osten an den Distrikt Bagerhat, im Süden an den Golf von Bengalen und im Westen an den Distrikt Satkhira. Der Distrikt hat 2,3 Millionen Einwohner (Volkszählung 2011). Die Alphabetisierungsrate liegt bei 60,1 % der Bevölkerung. 76,6 % der Bevölkerung sind Muslime, 22,7 % sind Hindus und 0,6 % sind Buddhisten.
Die Wirtschaft des Distrikts ist vorwiegend von der Landwirtschaft  und der Textilindustrie geprägt. Die Stadt Khulna stellt für das Land ein wichtiges Zentrum für Industrie und Handel dar. Laut der Volkszählung von 2011 arbeiten 39,7 % der Arbeitskräfte in der Landwirtschaft, 45,9 % im Dienstleistungssektor (meist in informellen Verhältnissen) und 14,4 % in der Industrie. Angebaut werden Jute, Reis, Sesam, Betelnüsse, Gemüse und Früchte.